# Som na Caixa
Som na Caixa é um programa musical pioneiro da televisão ao mostrar o que se tornaria o que conhecemos hoje como vídeo clip e também o ritmo musical funk. Na época, o embrião era a chamada melô, uma espécie de antecessora do rap e do funk. A atração também abrangia a cobertura das equipes de som responsáveis pelos bailes realizados em clubes.

## História
Foi idealizado, criado e apresentado por Cidinho Cambalhota. Inicialmente no Radio na extinta Panorama FM com a participação do DJ Iones Lindsay e depois na TV, com a participação de Nani de Souza, Eloy Decarlo , Marco Antonio e Osmar Cinttra, posteriormente após a morte de Cidinho, Passou a ser capitaneado por Osmar Cinttra e Ademir Lemos com a participação de Monsieur Lima. Era dirigido por José Carlos Bateau. As gravações eram feitas na Boate "Se q Sabe". e também em estúdios, como o da Produtora Producer e Atlantida Video. Era um programa de vídeo clips, entrevistas e reportagens, pioneiro nesta modalidade no Brasil, vgoltado para o universo da Black Music, disco, Funk e outros ritmos dançantes.
Retratava a rotina dos bailes e as equipes de som que promoviam os mesmos. Foi veiculado na extinta TV Corcovado, canal 9 do Rio de Janeiro no período de janeiro de 1987 a novembro de 1990 das 13 às 14:00 horas, de segunda a sexta-feira. O programa reestreou em 2015, novamente sob o comando de Osmar Cintra e José Carlos Bateau, sendo veiculado no canal a Cabo Opção TV, de segunda a sexta, às 13 horas. Após a TV, o Som na caixa reestreou também em radio, tendo passado por diversas emissoras, atualmente e desde 2017 é veiculado em duas redes de radio, no Brasil na Novamérica Network as sextas e sábados, 20 horas em dois formatos; às sextas Som na Caixa Classics e aos Sábados, Som na Caixa House and Classics ocupando o segundo lugar de audiência no brasil no respectivo horário, e aos domingos é apresentado na Inglaterra na tradicional Quest London radio as 4 da tarde, sendo primeiro lugar na global Trending radio shows a nível mundial, sendo até hoje apresentado e mixado pelo seu fundador Osmar Cinttra.